# Малий Артем Євгенович
Арте́м Євге́нович Малий — старший сержант Збройних сил України, учасник російсько-української війни.
Станом на березень 2017 року — командир взводу забезпечння медичної роти, частина базується в Закарпатській області.

## Нагороди
За особисту мужність і героїзм, виявлені у захисті державного суверенітету та територіальної цілісності України, вірність військовій присязі під час російсько-української війни
- нагороджений орденом «За мужність» III ступеня (9.4.2015). Нагороджений медаллю «Захисник Вітчизни» (8.5.2015)[джерело?]